# Janatella hera
Janatella hera is een vlinder uit de familie Nymphalidae. De wetenschappelijke naam van de soort is voor het eerst geldig gepubliceerd in 1782 door Pieter Cramer.